# Gazāvand
Gazāvand (persiska: گزاوند) är en ort i Iran.   Den ligger i provinsen Markazi, i den nordvästra delen av landet, 180 km väster om huvudstaden Teheran. Gazāvand ligger 1 738 meter över havet och antalet invånare är 205.
Terrängen runt Gazāvand är varierad. Runt Gazāvand är det glesbefolkat, med 20 invånare per kvadratkilometer. Närmaste större samhälle är Nowbarān, 14,0 km norr om Gazāvand. Trakten runt Gazāvand består i huvudsak av gräsmarker.